# Cui
Chi Cui (Heritiera) là một chi thực vật có hoa thuộc họ cẩm quỳ, họ Malvaceae.

## Các loài tiêu biểu
Các loài được công nhận bao gồm:
- Heritiera angustata - cui mùa thu, vôi cui, cui hẹp
- Heritiera fomes
- Heritiera javanica - cui Java
- Heritiera littoralis - cui biển, cây long
- Heritiera macrophylla - cui lá to, cui lá lớn, cui lá bạc.
- Heritiera ornithocephala
- Heritiera parvifolia
- Heritiera simplicifolia
- Heritiera sumatrana - cui Sumatra
- Heritiera utilis (đồng nghĩa hoặc được tách riêng như là Tarrietia utilis)

Có khoảng 40 danh pháp loài chưa được dung giải. Một số danh pháp bao gồm:
- Heritiera aurea
- Heritiera borneensis - cui Borneo
- Heritiera cordata - cui lá hình tim, cui lá tim, vôi cui lá tim
- Heritiera globosa
- Heritiera longipetiolata
- Heritiera percoriacea
- Heritiera tinctoria

## Hình ảnh

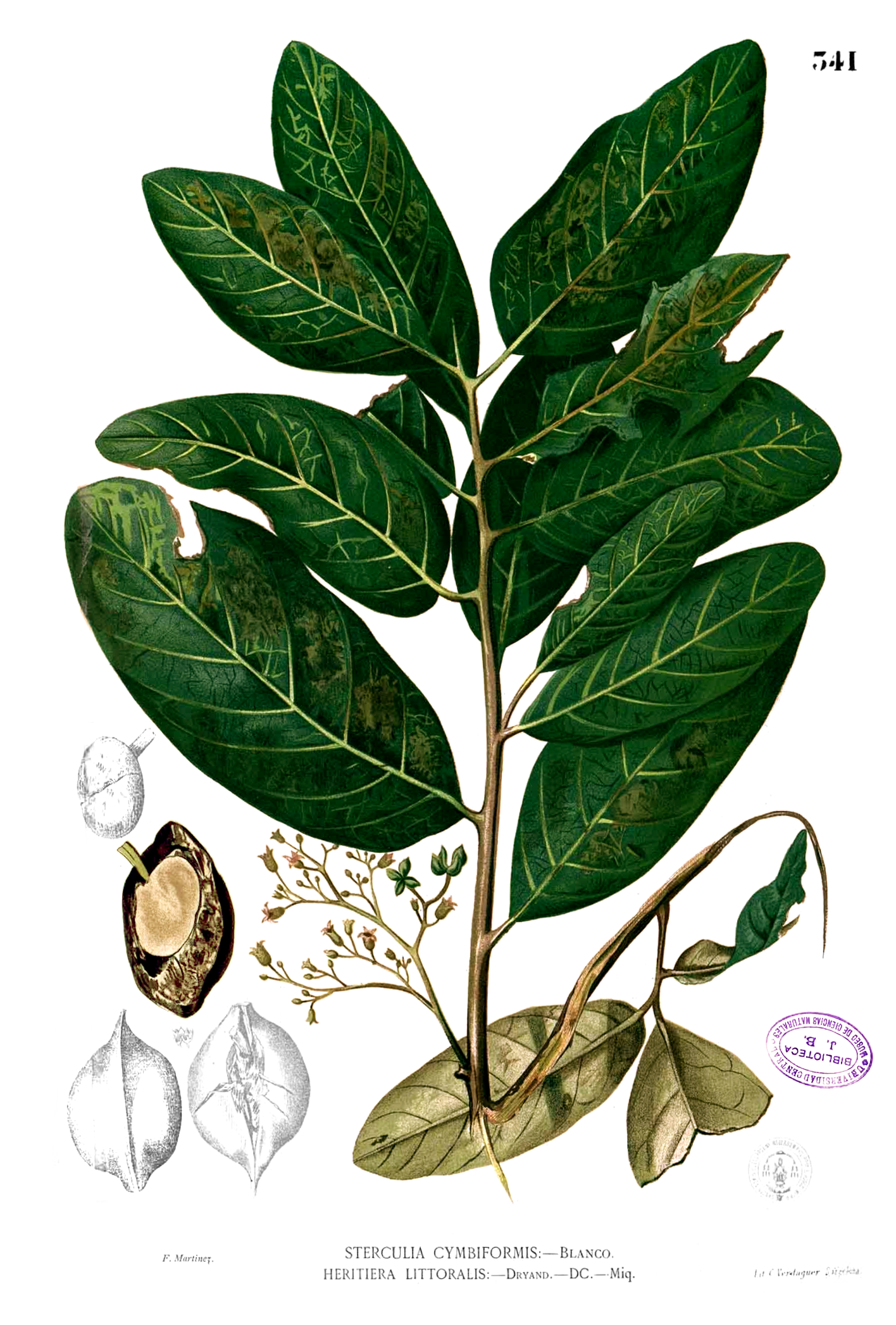